# 毛脉紫金牛
毛脉紫金牛（学名：Ardisia pubivenula）为报春花科紫金牛属下的一个种。

## 扩展阅读
- 維基物種上的相關：毛脉紫金牛